# Bulbur-Gletscher
Der Bulbur-Gletscher ist ein Gletscher im südzentralen Teil der Thurston-Insel vor der Küste des westantarktischen Ellsworthlands. Er fließt entlang der Westflanke der Boker Rocks nach Süden in die O’Dowd Cove.
Das Advisory Committee on Antarctic Names benannte ihn nach Edward R. Bulbur (* 1928), Fotograf der Ostgruppe bei der von der United States Navy durchgeführten Operation Highjump (1946–1947) und dabei an der Erstellung von Luftaufnahmen der Thurston-Insel und der umliegenden Küstengebiete Antarktikas beteiligt.